# Akt przemocy
Akt przemocy (ang. Act of Violence) – amerykański thriller z 1948 roku w reżyserii Freda Zinnemanna.

## Główne role
- Van Heflin jako Frank R. Enley
- Robert Ryan jako Joe Parkson
- Janet Leigh jako Edith Enley
- Mary Astor jako Pat
- Phyllis Thaxter jako Ann Sturges
- Berry Kroeger jako Johnny
- Taylor Holmes jako Gavery
- Harry Antrim jako Fred Finney
- Connie Gilchrist jako Martha Finney